# Psychopharmacologie

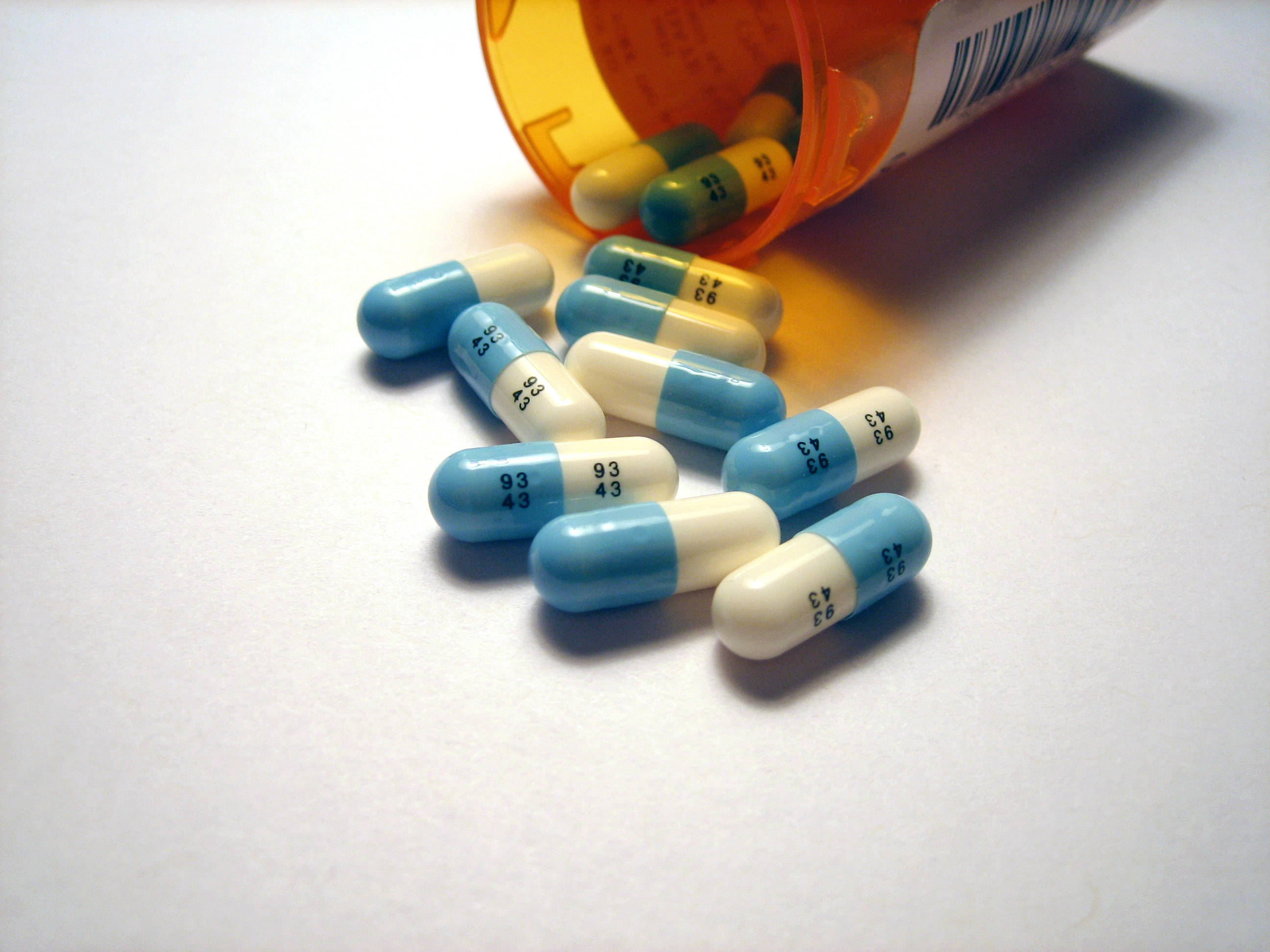
Capsules de Fluoxetine HCl 20mg (Prozac)

La psychopharmacologie est l'étude scientifique des produits psychotropes, de leurs effets sur les sensations, l'humeur, la pensée, etc. et de leurs applications en psychiatrie et psychologie.